# Dendrobium amethystoglossum
Dendrobium amethystoglossum es una especie de orquídea originaria de las Filipinas.

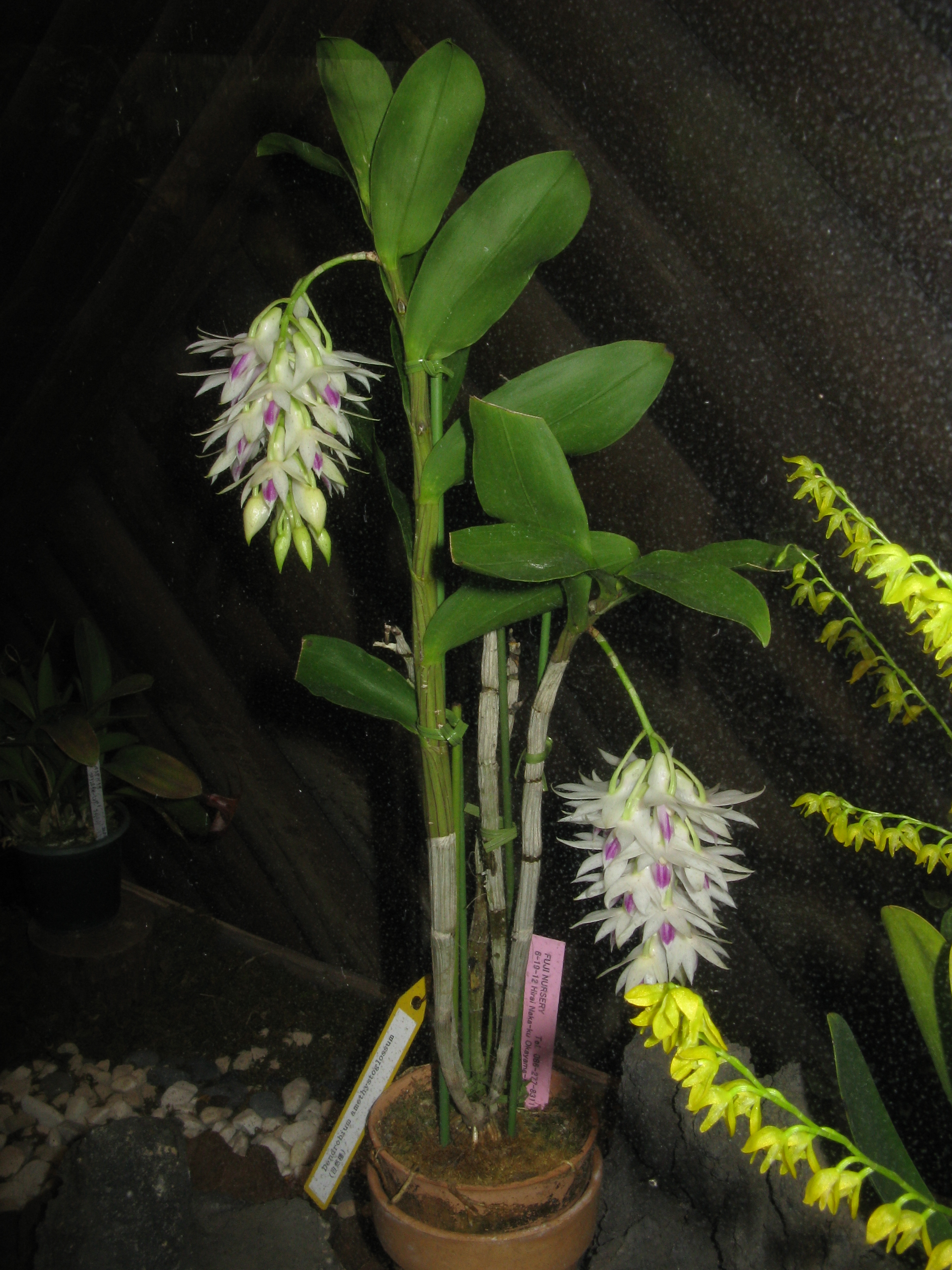
Vista de la planta

## Descripción
Es una orquídea de tamaño mediano a grande, que prefiere un clima cálido. Con hábitos epífitas con taallos, erectos o arqueados, largos como cañas, a menudo flexibles, tallos acanalados que llevan varias hojas, ovaladas, de color verde pálido, caducas, brillantes, coriáceas, ascendentes y curvadas. Florece en el invierno en una inflorescencia axilar, colgante, de 15 cm de largo, densamente cubiertas con 15 a 20 flores fragantes en racimo, Las flores son duraderas y surgen de los nodos en el vértice de las cañas sin hojas.

## Cultivo
Esta especie puede ser colgante o que crecer en una maceta donde debe recibir agua abundante desde la primavera hasta finales del otoño, necesitando un descanso de 2 a 4 meses  del fertilizante pero la humedad se debe mantener, reanudar la atención normal cuando los nuevos crecimientos comienzan a emerger.

## Distribución y hábitat
Se encuentra cubierto de musgo donde crece en acantilados de piedra caliza a una altitud de 1400 metros en Luzon, Filipinas. 

## Taxonomía
Dendrobium amethystoglossum  fue descrita por Heinrich Gustav Reichenbach   y publicado en The Gardeners' Chronicle & Agricultural Gazette 109. 1872.
Etimología
Dendrobium: nombre genérico que procede de la palabra griega (δένδρον) dendron = "tronco, árbol" y (βιος) Bios = "vida", en resumen significa "viven sobre los troncos de los árboles" (por su naturaleza epifita).
amethystoglossum: epíteto compuesto que significa "con lengua de color amatista".
Sinonimia
- Callista amethystoglossa (Rchb.f.) Kuntze
- Pedilonum amethystoglossum (Rchb.f.) M.A.Clem.	[3][4]